# Pachuca de Soto
Pachuca de Soto là một đô thị thuộc bang Hidalgo, México. Năm 2005, dân số của đô thị này là 275578 người.